# Lista över fornlämningar i Kristianstads kommun
Lista över fornlämningar i Kristianstads kommun är en förteckning av ett urval av de fornlämningar som finns i Kristianstads kommun.

## Degeberga
Se Lista över fornlämningar i Kristianstads kommun (Degeberga)

## Everöd
Se Lista över fornlämningar i Kristianstads kommun (Everöd)

## Fjälkestad
Se Lista över fornlämningar i Kristianstads kommun (Fjälkestad)

## Fjälkinge
Se Lista över fornlämningar i Kristianstads kommun (Fjälkinge)

## Färlöv
Se Lista över fornlämningar i Kristianstads kommun (Färlöv)

## Gustav Adolf
Se Lista över fornlämningar i Kristianstads kommun (Gustav Adolf)

## Huaröd
| Namn       | Lämningstyp  | Tillkomsttid | Historisk indelning | Plats | Läge                 | ID-nr          | Bild                                 |
| ---------- | ------------ | ------------ | ------------------- | ----- | -------------------- | -------------- | ------------------------------------ |
| Huaröd 6:1 | Stensättning |              | Huaröd, Skåne       |       | 55.862886, 13.999173 | 10106100060001 | Ladda upp en bild av detta fornminne |

## Hörröd
| Namn                         | Lämningstyp      | Tillkomsttid | Historisk indelning | Plats | Läge                 | ID-nr          | Bild                                      |
| ---------------------------- | ---------------- | ------------ | ------------------- | ----- | -------------------- | -------------- | ----------------------------------------- |
| Offerstenen (Hörröd 2:1)     | Hällristning     |              | Hörröd, Skåne       |       | 55.774057, 14.014378 | 10106700020001 | Ladda upp en bild av detta fornminne      |
| Hörröd 5:1                   | Stensättning     |              | Hörröd, Skåne       |       | 55.779333, 14.039734 | 10106700050001 | Ladda upp en bild av detta fornminne      |
| Hörröd 6:1                   | Begravningsplats |              | Hörröd, Skåne       |       | 55.778482, 14.041445 | 10106700060001 | Ladda upp en bild av detta fornminne      |
| Hörröd 6:2                   | Kyrka/kapell     |              | Hörröd, Skåne       |       | 55.778470, 14.041594 | 10106700060002 | Ladda upp en till bild av detta fornminne |
| Hörröd 10:1                  | Begravningsplats |              | Hörröd, Skåne       |       | 55.780186, 14.032024 | 10106700100001 | Ladda upp en bild av detta fornminne      |
| Bomärkesstenen (Hörröd 11:1) | Hällristning     |              | Hörröd, Skåne       |       | 55.798923, 14.033539 | 10106700110001 | Ladda upp en bild av detta fornminne      |
| Hörröd 16:1                  | Stensättning     |              | Hörröd, Skåne       |       | 55.799865, 14.046947 | 10106700160001 | Ladda upp en bild av detta fornminne      |
| Hörröd 16:2                  | Stensättning     |              | Hörröd, Skåne       |       | 55.799604, 14.046681 | 10106700160002 | Ladda upp en bild av detta fornminne      |

## Ivö
Se Lista över fornlämningar i Kristianstads kommun (Ivö)

## Kiaby
Se Lista över fornlämningar i Kristianstads kommun (Kiaby)

## Kristianstad
Se Lista över fornlämningar i Kristianstads kommun (Kristianstad)

## Köpinge
| Namn                     | Lämningstyp                 | Tillkomsttid | Historisk indelning | Plats | Läge                 | ID-nr          | Bild                                 |
| ------------------------ | --------------------------- | ------------ | ------------------- | ----- | -------------------- | -------------- | ------------------------------------ |
| Axelstenen (Köpinge 3:1) | Grav markerad av sten/block |              | Köpinge, Skåne      |       | 55.945456, 14.155815 | 10108200030001 | Ladda upp en bild av detta fornminne |
| Köpinge 4:1              | Hög                         |              | Köpinge, Skåne      |       | 55.946901, 14.157837 | 10108200040001 | Ladda upp en bild av detta fornminne |
| Köpinge 8:1              | Grav markerad av sten/block |              | Köpinge, Skåne      |       | 55.933549, 14.123267 | 10108200080001 | Ladda upp en bild av detta fornminne |
| Köpinge 119:1            | Grav- och boplatsområde     |              | Köpinge, Skåne      |       | 55.947908, 14.115689 | 10108201190001 | Ladda upp en bild av detta fornminne |

## Linderöd
Se Lista över fornlämningar i Kristianstads kommun (Linderöd)

## Lyngsjö
Se Lista över fornlämningar i Kristianstads kommun (Lyngsjö)

## Maglehem
Se Lista över fornlämningar i Kristianstads kommun (Maglehem)

## Norra Strö
Se Lista över fornlämningar i Kristianstads kommun (Norra Strö)

## Nosaby
Se Lista över fornlämningar i Kristianstads kommun (Nosaby)

## Nymö
| Namn      | Lämningstyp      | Tillkomsttid | Historisk indelning | Plats | Läge                 | ID-nr          | Bild                                 |
| --------- | ---------------- | ------------ | ------------------- | ----- | -------------------- | -------------- | ------------------------------------ |
| Nymö 1:1  | Stensättning     |              | Nymö, Skåne         |       | 56.010262, 14.305677 | 10109600010001 | Ladda upp en bild av detta fornminne |
| Nymö 3:1  | Hög              |              | Nymö, Skåne         |       | 56.013784, 14.305310 | 10109600030001 | Ladda upp en bild av detta fornminne |
| Nymö 6:1  | Hällristning     |              | Nymö, Skåne         |       | 56.025241, 14.306587 | 10109600060001 | Ladda upp en bild av detta fornminne |
| Nymö 10:1 | Hög              |              | Nymö, Skåne         |       | 56.005481, 14.310175 | 10109600100001 | Ladda upp en bild av detta fornminne |
| Nymö 11:1 | Stensättning     |              | Nymö, Skåne         |       | 56.002993, 14.316872 | 10109600110001 | Ladda upp en bild av detta fornminne |
| Nymö 14:1 | Hög              |              | Nymö, Skåne         |       | 55.997398, 14.311792 | 10109600140001 | Ladda upp en bild av detta fornminne |
| Nymö 16:1 | Begravningsplats |              | Nymö, Skåne         |       | 56.007515, 14.320164 | 10109600160001 | Ladda upp en bild av detta fornminne |
| Nymö 18:1 | Hög              |              | Nymö, Skåne         |       | 56.030569, 14.332000 | 10109600180001 | Ladda upp en bild av detta fornminne |
| Nymö 54:1 | Hällristning     |              | Nymö, Skåne         |       | 56.039910, 14.329836 | 10109600540001 | Ladda upp en bild av detta fornminne |

## Oppmanna
Se Lista över fornlämningar i Kristianstads kommun (Oppmanna)

## Rinkaby
Se Lista över fornlämningar i Kristianstads kommun (Rinkaby)

## Skepparslöv
Se Lista över fornlämningar i Kristianstads kommun (Skepparslöv)

## Trolle-Ljungby
Se Lista över fornlämningar i Kristianstads kommun (Trolle-Ljungby)

## Träne
Se Lista över fornlämningar i Kristianstads kommun (Träne)

## Vittskövle
| Namn                       | Lämningstyp  | Tillkomsttid | Historisk indelning | Plats | Läge                 | ID-nr          | Bild                                 |
| -------------------------- | ------------ | ------------ | ------------------- | ----- | -------------------- | -------------- | ------------------------------------ |
| Gamlegård (Vittskövle 1:1) | Borg         |              | Vittskövle, Skåne   |       | 55.856995, 14.146481 | 10114400010001 | Ladda upp en bild av detta fornminne |
| Vittskövle 25:1            | Stensättning |              | Vittskövle, Skåne   |       | 55.798088, 14.135498 | 10114400250001 | Ladda upp en bild av detta fornminne |
| Vittskövle 34:1            | Hög          |              | Vittskövle, Skåne   |       | 55.808768, 14.117058 | 10114400340001 | Ladda upp en bild av detta fornminne |
| Vittskövle 34:2            | Hög          |              | Vittskövle, Skåne   |       | 55.809045, 14.117223 | 10114400340002 | Ladda upp en bild av detta fornminne |
| Egeside (Vittskövle 60:1)  | Borg         |              | Vittskövle, Skåne   |       | 55.882878, 14.191951 | 10114400600001 | Ladda upp en bild av detta fornminne |

## Vä
Se Lista över fornlämningar i Kristianstads kommun (Vä)

## Västra Vram
Se Lista över fornlämningar i Kristianstads kommun (Västra Vram)

## Vånga
| Namn       | Lämningstyp                 | Tillkomsttid | Historisk indelning | Plats | Läge                 | ID-nr          | Bild                                 |
| ---------- | --------------------------- | ------------ | ------------------- | ----- | -------------------- | -------------- | ------------------------------------ |
| Vånga 4:1  | Stenkammargrav              |              | Vånga, Skåne        |       | 56.187230, 14.366762 | 10114500040001 | Ladda upp en bild av detta fornminne |
| Vånga 4:2  | Stenkammargrav              |              | Vånga, Skåne        |       | 56.187210, 14.366639 | 10114500040002 | Ladda upp en bild av detta fornminne |
| Vånga 8:1  | Grav markerad av sten/block |              | Vånga, Skåne        |       | 56.173586, 14.380141 | 10114500080001 | Ladda upp en bild av detta fornminne |
| Vånga 9:1  | Hällristning                |              | Vånga, Skåne        |       | 56.164877, 14.380172 | 10114500090001 | Ladda upp en bild av detta fornminne |
| Vånga 10:1 | Grav markerad av sten/block |              | Vånga, Skåne        |       | 56.173823, 14.392084 | 10114500100001 | Ladda upp en bild av detta fornminne |
| Vånga 10:2 | Grav markerad av sten/block |              | Vånga, Skåne        |       | 56.173904, 14.391914 | 10114500100002 | Ladda upp en bild av detta fornminne |
| Vånga 13:1 | Grav markerad av sten/block |              | Vånga, Skåne        |       | 56.186481, 14.349099 | 10114500130001 | Ladda upp en bild av detta fornminne |
| Vånga 58:1 | Hällristning                |              | Vånga, Skåne        |       | 56.197856, 14.358777 | 10114500580001 | Ladda upp en bild av detta fornminne |
| Vånga 279  | Stensättning                |              | Vånga, Skåne        |       | 56.222234, 14.421861 | 12000000084368 | Ladda upp en bild av detta fornminne |

## Äsphult
| Namn         | Lämningstyp  | Tillkomsttid | Historisk indelning | Plats | Läge                 | ID-nr          | Bild                                 |
| ------------ | ------------ | ------------ | ------------------- | ----- | -------------------- | -------------- | ------------------------------------ |
| Äsphult 9:1  | Röse         |              | Äsphult, Skåne      |       | 55.961446, 13.827948 | 10115500090001 | Ladda upp en bild av detta fornminne |
| Äsphult 35:1 | Röse         |              | Äsphult, Skåne      |       | 55.973935, 13.818819 | 10115500350001 | Ladda upp en bild av detta fornminne |
| Äsphult 35:2 | Röse         |              | Äsphult, Skåne      |       | 55.973957, 13.819194 | 10115500350002 | Ladda upp en bild av detta fornminne |
| Äsphult 67:1 | Röse         |              | Äsphult, Skåne      |       | 55.950339, 13.848042 | 10115500670001 | Ladda upp en bild av detta fornminne |
| Äsphult 76:1 | Röse         |              | Äsphult, Skåne      |       | 55.981870, 13.812192 | 10115500760001 | Ladda upp en bild av detta fornminne |
| Äsphult 91:1 | Röse         |              | Äsphult, Skåne      |       | 55.961696, 13.786895 | 10115500910001 | Ladda upp en bild av detta fornminne |
| Äsphult 103  | Röse         |              | Äsphult, Skåne      |       | 55.950897, 13.829448 | 12000000002348 | Ladda upp en bild av detta fornminne |
| Äsphult 104  | Stensättning |              | Äsphult, Skåne      |       | 55.952917, 13.855399 | 12000000002349 | Ladda upp en bild av detta fornminne |
| Äsphult 106  | Hällristning |              | Äsphult, Skåne      |       | 55.950036, 13.832436 | 12000000002351 | Ladda upp en bild av detta fornminne |

## Åhus
Se Lista över fornlämningar i Kristianstads kommun (Åhus)

## Önnestad
Se Lista över fornlämningar i Kristianstads kommun (Önnestad)

## Österslöv
Se Lista över fornlämningar i Kristianstads kommun (Österslöv)

## Östra Sönnarslöv
Se Lista över fornlämningar i Kristianstads kommun (Östra Sönnarslöv)

## Östra Vram
Se Lista över fornlämningar i Kristianstads kommun (Östra Vram)